# Heteroderces oxylitha
Heteroderces oxylitha är en fjärilsart som beskrevs av Edward Meyrick 1929. Heteroderces oxylitha ingår i släktet Heteroderces och familjen Lecithoceridae. Inga underarter finns listade i Catalogue of Life.